# Segunda División de Bolivia
La Segunda División de Bolivia hace referencia a un campeonato de segunda categoría del Sistema de ligas de fútbol de Bolivia.

## Historia

### Primer ciclo (1954 - 1959) AFLP
El primer ciclo de la segunda división del fútbol boliviano fue realizado entre 1954 y 1959, el torneo permitía el ascenso a los torneos de primera división organizados por la AFLP y que eran avalados por la FBF. En estos torneos los equipos de Cochabamba y Oruro no podían descender puesto que eran clubes de otros departamentos.
Tras la creación de la Copa Simón Bolívar en 1960 por la FBF y por el formato del torneo no existían ascensos al torneo nacional, debido a que este torneo era clasificatorio solo para los campeones departamentales.

### Segundo ciclo (1980 - 1992) LFPB - Asociaciones
Los ascensos y descensos a la Primera División entre 1980 y 1992 fue organizada por la Liga del Fútbol Profesional Boliviano con el siguiente formato: El último o los últimos del torneo de la Liga solo podían ser reemplazados por otro equipos de su mismo departamento, esto con el fin que los departamentos de Bolivia no pierdan sus plazas en la Liga.

### Tercer ciclo (1993-)

#### Copa Simón Bolívar (1993-2010) ANF
Tras la rearticulación de la Copa Simón Bolívar en 1989 por parte de la ANF, la Liga y la ANF en 1993 llegaron a un acuerdo para que la Copa Simón Bolívar funcione desde 1993 - 2010 como la segunda división de Bolivia, el torneo se disputaba en los últimos 4 meses del año con formato eliminatorio.

#### Simón Bolívar Nacional B (2011-2015) ANF y LFPB
A partir de la reestructuración del fútbol boliviano, desde la temporada 2011-12, se modifica el nombre y el formato de la Copa Simón Bolívar a Campeonato Simón Bolívar Nacional B con el objetivo de tener un torneo que dure un año. En 2011 se crea el Torneo Nacional Interprovincial y en 2012 la Copa Bolivia también como torneos de segunda división, ambos clasificatorios al Nacional B.
Se dio el cambio de nombre debido a que la LFPB y la ANF llegaron a un acuerdo dado que, cuando un club perdía la categoría de la primera división descendia directamente a su asociación (tercera división), debía ganar su torneo local en los primeros seis meses y esperar a la Copa Simón Bolívar (segunda división) en los últimos cuatro meses del año para tratar de ascender a primera división. Como en junio de 2010 se dio la reestructuración del fútbol boliviano se quedó que el torneo de segunda división dure 1 año, para solucionar este problema, la LFPB propuso apoyar económicamente a la ANF para que sus clubes participen directamente en la Copa Simón Bolívar, ya que caso contrario cualquier club que descendiera debía esperar al menos un año para jugar el torneo de segunda división. La ANF aceptó el apoyo económico de la LFPB y se creó el torneo Simón Bolívar Nacional B. Este torneo se disputó con normalidad durante 5 años.

#### Copa Simón Bolívar (2016-2017) ANF
En 2016 la LFPB corta el apoyo económico a la ANF, se rompen relaciones entre ambas instituciones, y la ANF decide modificar el torneo solamente a Copa Simón Bolívar  con la particularidad de que ya no aceptarón directamente a los clubes que descendieron de la LFPB, es decir se volvió al sistema antiguo. Esta situación fue fuertemente criticada por Ciclón ya que le correspondía jugar la Copa Simón Bolívar 2016-17 por descender de la LFPB, inicialmente no fue inscrito en la convocatoria, aunque finalmente fue invitado por la ANF para igualar el número de clubes en el torneo.
En 2017 se realizó un torneo corto para definir el ascenso de un nuevo equipo, ya que la LFPB aumentó el número de clubes a 14.
A partir de 2018, la Copa Simón Bolívar es organizada por la División Aficionados de la Federación Boliviana de Fútbol, el torneo se disputará nuevamente en los últimos cuatro meses del año con los campeones y subcampeones de las 9 asociaciones, el campeón provincial y con el último equipo descendido de la División Profesional por las siguientes cuatro temporadas.

## Ascensos y descensos a Primera División

### Ascensos y descensos por año
| Año     | Ascenso(s) en la siguiente temporada                  | Descenso(s) en la corriente temporada                                                     | Nº de equipos 1.D. |
| ------- | ----------------------------------------------------- | ----------------------------------------------------------------------------------------- | ------------------ |
| 1954    | Deportivo Chaco                                       | Always Ready                                                                              | 9                  |
| 1955    | Northern F.C.                                         | Unión Maestranza                                                                          | 11                 |
| 1956    | Always Ready                                          | Ingavi                                                                                    | 12                 |
| 1957    | Internacional, Primero de Mayo                        | Ferroviario                                                                               | 8                  |
| 1958    | Ferroviario                                           | Northern F.C.                                                                             | 12                 |
| 1959    | Deportivo Lanza                                       | Litoral                                                                                   | 12                 |
| 1960-76 | No hubo                                               | No hubo                                                                                   | 16                 |
| 1977    | No hubo                                               | No hubo                                                                                   | 16                 |
| 1978    | No hubo                                               | 20 de Agosto de Trinidad                                                                  | 16                 |
| 1979    | No hubo                                               | Bata                                                                                      | 15                 |
| 1980    | Independiente Petrolero                               | Stormers                                                                                  | 14                 |
| 1981    | Chaco Petrolero                                       | Always Ready                                                                              | 14                 |
| 1982    | 1º de Mayo de Potosí                                  | Independiente Unificada                                                                   | 14                 |
| 1983    | Magisterio Rural de Sucre                             | Independiente Petrolero                                                                   | 14                 |
| 1984    | Wilstermann Cooperativas, Destroyers, Ciclón          | 1º de Mayo de Potosí, Guabirá                                                             | 14                 |
| 1985    | Universitario de Sucre, Bamin, Litoral de La Paz      | Magisterio Rural de Sucre, Wilstermann Cooperativas, Municipal                            | 15                 |
| 1986    | Always Ready, Municipal Potosí                        | Chaco Petrolero, Bamin                                                                    | 15                 |
| 1987    | No hubo                                               | Municipal Potosí, Petrolero de Cochabamba                                                 | 15                 |
| 1988    | No hubo                                               | Aurora                                                                                    | 13                 |
| 1989    | Independiente Petrolero, San Pedro de Cochabamba      | Universitario de Sucre                                                                    | 12                 |
| 1990    | Petrolero de Cochabamba, Orcobol, Chaco Petrolero     | San Pedro de Cochabamba, Litoral de La Paz                                                | 13                 |
| 1991    | Litoral de La Paz, Real Beni, Universitario de Potosí | Always Ready                                                                              | 14                 |
| 1992    | Universitario del Beni, Metalsan, Guabirá             | Real Beni, Orcobol, Real Santa Cruz, Litoral de La Paz                                    | 16                 |
| 1993    | Real Santa Cruz                                       | Petrolero de Cochabamba, Universitario del Beni, Chaco Petrolero, Universitario de Potosí | 15                 |
| 1994    | Stormers                                              | Metalsan                                                                                  | 12                 |
| 1995    | Deportivo Municipal, Chaco Petrolero                  | Ciclón, Blooming                                                                          | 12                 |
| 1996    | Blooming                                              | Stormers                                                                                  | 12                 |
| 1997    | Real Bamin Potosí                                     | Deportivo Municipal                                                                       | 12                 |
| 1998    | Union Central                                         | Chaco Petrolero                                                                           | 12                 |
| 1999    | Atlético Pompeya, Mariscal Braun                      | Destroyers, San José de Oruro                                                             | 12                 |
| 2000    | Iberoamericana                                        | Atlético Pompeya                                                                          | 12                 |
| 2001    | San José de Oruro                                     | Real Santa Cruz                                                                           | 12                 |
| 2002    | Aurora                                                | Mariscal Braun                                                                            | 12                 |
| 2003    | La Paz Fútbol Club, Real Santa Cruz                   | Independiente Petrolero, Guabirá                                                          | 12                 |
| 2004    | Destroyers                                            | Real Santa Cruz                                                                           | 12                 |
| 2005    | Universitario de Sucre                                | Iberoamericana                                                                            | 12                 |
| 2006    | Real Mamoré                                           | Union Central                                                                             | 12                 |
| 2007    | Guabirá                                               | Destroyers                                                                                | 12                 |
| 2008    | Nacional Potosí                                       | Guabirá                                                                                   | 12                 |
| 2009    | Guabirá                                               | Nacional Potosí                                                                           | 12                 |
| 2010    | Nacional Potosí                                       | Wilstermann                                                                               | 12                 |
| 2011/12 | Petrolero, Wilstermann                                | Real Mamoré, Guabirá                                                                      | 12                 |
| 2012/13 | Guabirá, Sport Boys Warnes                            | La Paz Fútbol Club, Petrolero                                                             | 12                 |
| 2013/14 | Universitario de Pando, Petrolero                     | Guabirá, Aurora                                                                           | 12                 |
| 2014/15 | Ciclón                                                | Universitario de Pando                                                                    | 12                 |
| 2015/16 | Guabirá                                               | Ciclón                                                                                    | 12                 |
| 2016/17 | Aurora, Royal Pari, Destroyers                        | Petrolero                                                                                 | 12                 |
| 2018    | Always Ready                                          | Universitario de Sucre                                                                    | 14                 |
| 2019    | Atlético Palmaflor, Real Santa Cruz                   | Destroyers, Sport Boys Warnes                                                             | 14                 |
| 2020    | Independiente Petrolero, Real Tomayapo                | No hubo                                                                                   | 14                 |
| 2021    | Universitario de Vinto, Universitario de Sucre        | San José, Real Potosí                                                                     | 16                 |
| 2022    | Por definir                                           | Por definir                                                                               | 16                 |

1. ↑  Periódico Los Tiempos, ed. (17 de enero de 2022). «Segunda División de Bolivia, ¿por qué no puede implementarse aún?». Consultado el 2 de mayo de 2022.
2. ↑  Galarza, Jaime.  Once a Once, ed. «Ascensos y descensos de la Liga (hasta 2007)». Consultado el 6 de diciembre de 2012.
3. ↑  Periódico Los Tiempos (ed.). «ANF determina cambios en el ascenso 2016-2017». Consultado el 2 de febrero de 2018.
4. ↑  Periódico Los Tiempos (ed.). «La historia de la Copa Simón Bolívar». Consultado el 2 de febrero de 2018.
5. ↑  Periódico Los Tiempos (ed.). «División Aficionados incrementa un cupo a la Copa Simón Bolívar.». Archivado desde el original el 1 de febrero de 2018. Consultado el 22 de julio de 2018.
6. ↑  En 1957 hubo dos torneos nacionales paralelos, En el Certamen Mixto no hubo descensos/ascensos. Solo hubo en el Torneo de La Paz
7. ↑  En la era de la Copa Simón Bolívar como la Primera División de Bolivia no hubo descensos/ascensos al ser este un torneo clasificatorio.
8. ↑  En 1978, tras el descenso del club 20 de Agosto de Trinidad la Liga se queda con 15 equipos.
9. ↑  En 1979, Bata de Quillacollo decide abandonar la Liga una vez concluido el campeonato.
10. ↑  En 1985, Ciclón de Tarija es incorporado a la Liga.
11. ↑  En 1987, Municipal Potosí abandona el Torneo y se eliminan los ascensos y descensos. Petrolero de Cochabamba se retira de la Liga al finalizar el Torneo.
12. ↑  En 1988, Enrique Happ renuncia al ascenso.
13. ↑  En 1989, San Pedro de Cochabamba es ascendido para ocupar la segunda plaza restante de Cochabamba.
14. ↑  En 1990, El club Orgullo de Cochabamba y Bolivia (Orcobol) es ascendido para ocupar la tercera plaza restante de Cochabamba.
15. ↑  En 1991, Universitario de Potosí y Real Beni son invitados a participar en el campeonato de 1992.
16. ↑  En 1993, Petrolero de Cochabamba decide automarginarse de la Liga, además hubo 3 descensos directos. Asciende Real Santa Cruz.
17. ↑  Durante 23 años, desde 1994 y hasta 2017, la Liga se mantuvo con 12 equipos.
18. ↑  A partir de 2018 y hasta 2020 la Liga tendrá 14 equipos.